# Центральне (Бухар-Жирауський район)
Центра́льне (каз. Центральное) — село у складі Бухар-Жирауського району Карагандинської області Казахстану. Адміністративний центр Центрального сільського округу.
Населення — 1169 осіб (2021; 1428 у 2009, 1668 у 1999, 1573 у 1989).
Національний склад станом на 1989 рік:
- росіяни — 65 %.